# ديرك دير
ديرك دير (بالألمانية: Dirk Dier) مواليد 16 فبراير 1972 في زانكت إنغبرت، ألمانيا الغربية، هو لاعب كرة مضرب ألماني سابق بدأ مسيرته كمحترف سنة 1990 وكان يلعب باليد اليمنى. أعلى تصنيف له في الفردي كان المركز الـ 118 في سنة 1996. أعلى تصنيف له في الزوجي كان المركز الـ 158 في سنة 2000.

## النهائيات

### الفردي: (5)
| الرقم | السنة | الدورة                         | الأرضية | المنافس في النهائي     | النتيجة في النهائي |
| ----- | ----- | ------------------------------ | ------- | ---------------------- | ------------------ |
| 1.    | 1993  | إشبيلية، إسبانيا               | ترابية  | أوليفر فرنانديز        | 6–3, 6–3           |
| 2.    | 1995  | إشبيلية، إسبانيا               | ترابية  | خوان لويس راسكون لوبيز | 7–5, 6–2           |
| 3.    | 1997  | فايدن إن در أوبربفالز، ألمانيا | ترابية  | تامر الصاوي            | 7–6, 6–3           |
| 4.    | 1998  | ليبشتات، ألمانيا               | سجاد    | مارزيو مارتيلي         | 7–6, 4–3 RET       |
| 5.    | 1998  | درسدن، ألمانيا                 | ترابية  | ماركوس هانتشك          | 0–6, 6–1, 6–4      |

## روابط خارجية
- ديرك دير على موقع رابطة محترفي التنس (الإنجليزية)
- ديرك دير على موقع الاتحاد الدولي لكرة المضرب (الإنجليزية)
- ديرك دير على موقع خلاصة التنس.كوم (الإنجليزية)